# Tie Break (videogioco)
Tie Break (titolo usato di solito in copertina) o Tie-Break (usato di solito su schermo) è un videogioco di tennis pubblicato nel 1990 per Amiga, Atari ST e Commodore 64 e nel 1991 per Commodore CDTV dall'azienda tedesca Starbyte Software nel proprio paese. Nel 1990 venne pubblicato in Europa dalla Ocean Software, con il titolo modificato in Adidas Championship Tie Break, per Amiga, Atari ST, Commodore 64 e in nuove versioni per Amstrad CPC e ZX Spectrum, con la sponsorizzazione della ditta di abbigliamento sportivo Adidas. In Nordamerica Tie Break venne pubblicato nel 1990-1991 dalla DigiTek Software, per Commodore 64 e MS-DOS. La versione DOS uscì poi nel 1994 in Germania in edizione CD-ROM pubblicata da SoftGold.
Prende il nome dal tie-break. La schermata introduttiva e la copertina mostrano un tennista intento a tuffarsi, disegno ispirato a una foto reale di Boris Becker; sullo sfondo il trofeo maschile di Wimbledon.
Sempre nel 1990 la Ocean pubblicò anche Adidas Championship Football dedicato al calcio.

## Modalità di gioco
Sono supportati il tennis maschile in singolo e in doppio; in caso di multigiocatore si può fare coppia o giocare in competizione. Nelle versioni Amiga, Amstrad CPC, Atari ST e Commodore 64, nel doppio è possibile la presenza di fino a 4 giocatori umani in simultanea, se si utilizza un adattatore per quattro joystick.
Il campo da tennis è orientato in verticale e mostrato con visuale perpendicolare dall'alto incentrata sulla palla, a scorrimento verticale; su Amstrad CPC e ZX Spectrum lo scorrimento è anche orizzontale.
Il giocatore non controlla direttamente i movimenti del proprio tennista, che si posiziona automaticamente per ricevere la palla, se possibile. Il controllo è incentrato sulla scelta del colpo da dare. Dopo aver lanciato la palla si può fare in modo che il tennista vada a rete oppure arretri, ma solo come indicazione generale.
È possibile un'ampia gamma di colpi tra cui smorzate, schiacciate, topspin, palle lunghe, ecc. I comandi direzionali determinano il tipo di colpo, mentre il pulante serve solo ad aumentarne la forza. Il tempismo gioca un ruolo determinante; il movimento della racchetta dipende da quanto a lungo si attende prima di rilasciare il comando del joystick e ciò può avere influenza sulla forza o sulla direzione del tiro.
C'è una quantità relativamente elevata di opzioni di gioco. Si può scegliere tra quattro tipi di superfici del campo e diversi modelli di racchetta. La modalità allenamento permette di giocare una partita di qualunque tipo, mettendo a disposizione una rosa di avversari computerizzati. Il torneo è un girone all'italiana con un numero variabile di giocatori umani. Il campionato mondiale (non disponibile su Amstrad CPC e ZX Spectrum) permette di scegliere tra varie competizioni basate su quelle reali, con numero di partecipanti variabili, umani e computer, che competono in una classifica di punteggio. Lo stato dei tornei può essere salvato.

## Accoglienza
Il più delle volte Tie Break fu ben accolto dalla critica europea dei suoi tempi.
Riuscì a farsi notare sebbene preceduto in quel periodo da altri giochi di tennis di rilievo tra cui Great Courts, Tennis Cup e International 3D Tennis.
Il controllo automatico degli spostamenti del tennista appariva spesso come una novità interessante nel genere, anche se un po' spiazzante all'inizio. Era frequentemente molto apprezzata anche la possibilità di gioco a quattro.
Tra le riviste più entusiaste ci fu Génération 4 che assegnò 92% a Tie Break per Amiga e Atari ST. Uno dei rari giudizi sotto la sufficienza fu quello di MicroHobby, 55% alla versione Spectrum, che non gradiva come lo scorrimento faccia perdere di vista il proprio giocatore.